# Апикун-Асу

Апикун-Асу на карте штата.

Апикун-Асу (порт. Apicum-Açu) — муниципалитет в Бразилии, входит в штат Мараньян. Составная часть мезорегиона Север штата Мараньян. Входит в экономико-статистический микрорегион Литорал-Осидентал-Мараньенси. Население составляет 14 959 человек на 2010 год. Занимает площадь 488 806 км².

## Демография
Согласно сведениям, собранным в ходе переписи 2010 г. Национальным институтом географии и статистики (IBGE), население муниципалитета составляет:
| Полное население                               | Полное население                               | Полное население                               | Полное население                               | 14 959 |
| ---------------------------------------------- | ---------------------------------------------- | ---------------------------------------------- | ---------------------------------------------- | ------ |
| в том числе:                                   | Городское население                            | 9162                                           | Процент городского населения, %                | 61,25  |
|                                                | Сельское население                             | 5797                                           | Процент сельского населения, %                 | 38,75  |
|                                                | Мужское население                              | 7816                                           | Процент мужского населения, %                  | 52,25  |
|                                                | Женское население                              | 7143                                           | Процент женского населения, %                  | 47,75  |
| Плотность населения, чел/км²                   | Плотность населения, чел/км²                   | Плотность населения, чел/км²                   | Плотность населения, чел/км²                   | 30,60  |
| Население муниципалитета в % к населению штата | Население муниципалитета в % к населению штата | Население муниципалитета в % к населению штата | Население муниципалитета в % к населению штата | 0,23   |

По данным оценки 2016 года, население муниципалитета составляет 18 169 жителей.

## Статистика
- Валовой внутренний продукт на 2014 год составляет 2342[уточнить] реалов (данные: Бразильский институт географии и статистики)[1].
- Валовой внутренний продукт на душу населения на 2014 год составляет 5047,41 реалов (данные: Бразильский институт географии и статистики)[2].
- Индекс человеческого развития на 2010 год составляет 0,568 (данные: Программа развития ООН)[3].